# 純潔/ともだち
『純潔／ともだち』（じゅんけつ／ともだち）は、南沙織通算3枚目のスタジオ・アルバム。1972年6月21日発売。発売元はCBS・ソニー。

## 解説
LP帯コピー：ヤングのテーマをぶつけるポップ・サウンズ! 南沙織デビュー1周年記念盤!
3rdシングル「ともだち」、4thシングル「純潔」とそのB面曲「素晴らしいひと」を含む、3枚目のスタジオ・アルバム。オリコンのアルバムヒットチャートでは、自身最高の2位を獲得した。
A面（1曲目から6曲目）は、有馬三恵子・筒美京平コンビによるオリジナル楽曲。B面（7曲目から12曲目）は、洋楽ポップスのカヴァーで6曲とも原曲英語詞のまま歌っている。
歌詞カードには、有馬三恵子が「気になる女の子」のタイトルで寄せたライナーノーツを掲載。
35周年CD-BOX『Cynthia Premium』に収納された紙ジャケット盤には、アルバム未収録であった「ともだち」のB面曲「いつか逢うひと」がボーナス・トラックとして収録された。
2025年現在、2013年に発売された高音質CD『Blu-spec CD2』で再発されたものが販売中である。

## 収録曲

### オリジナル盤
1. 純潔
  - 作詞: 有馬三恵子 作曲・編曲: 筒美京平
  - 4thシングル。
2. ともだち
  - 作詞: 有馬三恵子 作曲・編曲: 筒美京平
  - 3rdシングル。
3. 素晴らしいひと
  - 作詞: 有馬三恵子 作曲・編曲: 筒美京平
  - 4thシングル「純潔」のB面曲。
4. 九月になれば
  - 作詞: 有馬三恵子 作曲・編曲: 筒美京平
5. 恋のフィーリング
  - 作詞: 有馬三恵子 作曲・編曲: 筒美京平
6. 女の子の気持
  - 作詞: 有馬三恵子 作曲・編曲: 筒美京平
7. 気になる女の子 That's the Way a Woman is
  - 作詞・作曲: Michael Morgan, John Hoier 編曲: 葵まさひこ
  - オリジナル歌唱: The Messengers
8. スウィート・キャロライン Sweet Caroline
  - 作詞・作曲: Neil Diamond 編曲: 葵まさひこ
  - オリジナル歌唱: Neil Diamond
9. オールド・ファッションド・ラブ・ソング Old Fashioned Love Song
  - 作詞・作曲: Paul Williams 編曲: 葵まさひこ
  - オリジナル歌唱: Three Dog Night
10. アイル・ビー・ゼア I'll be There
  - 作詞・作曲: Bob West, Hal Davis, Willie Hutch, Berry Gordy Jr. 編曲: 葵まさひこ
  - オリジナル歌唱: Jackson5
11. ママに捧げる詩 Mother of Mine
  - 作詞・作曲: Bill Parkinson 編曲: 葵まさひこ
  - オリジナル歌唱: Neil Reid
12. 愛するハーモニー I'd Like to Teach the World to Sing
  - 作詞・作曲: Bill Backer, Billy Davis, Roger Cook, Roger Greenaway 編曲: 葵まさひこ
  - オリジナル歌唱: The New Seekers

### Cynthia Premium盤
1. 純潔
2. ともだち
3. 素晴らしいひと
4. 九月になれば
5. 恋のフィーリング
6. 女の子の気持
7. 気になる女の子
8. スウィート・キャロライン
9. オールド・ファッションド・ラブ・ソング
10. アイル・ビー・ゼア
11. ママに捧げる詩
12. 愛するハーモニー
13. いつか逢うひと（ボーナス・トラック）
  - 作詞: 有馬三恵子 、作曲・編曲: 筒美京平
  - 3rdシングル「ともだち」のB面曲。

## 発売履歴
- 1972年06月21日 - LP
- 1991年06月15日 - CD （CD選書）
- 2006年06月14日 - CD-BOX（紙ジャケット・高音質マスターサウンド）
- 2013年04月10日 - Blu-spec CD2